# Albin Saillard
Albin Saillard est un homme politique français né le 11 février 1842 à Besançon (Doubs) et décédé le 17 mars 1925 à Besançon.

## Biographie
Médecin, il dirige l'école de médecine de Nancy, avant de devenir chirurgien en chef des hôpitaux de Besançon. Conseiller municipal de Besançon, conseiller général du canton de Montbenoît de 1886 à 1910, il est élu sénateur en 1897, malgré quelques protestations de ses opposants. Il conserve son siège jusqu'en 1912.

## Sources
- « Albin Saillard », dans le Dictionnaire des parlementaires français (1889-1940), sous la direction de Jean Jolly, PUF, 1960 [détail de l’édition]
- Ressources relatives à la vie publique :   - base Léonore
  - Sénat